# Thaikanalen

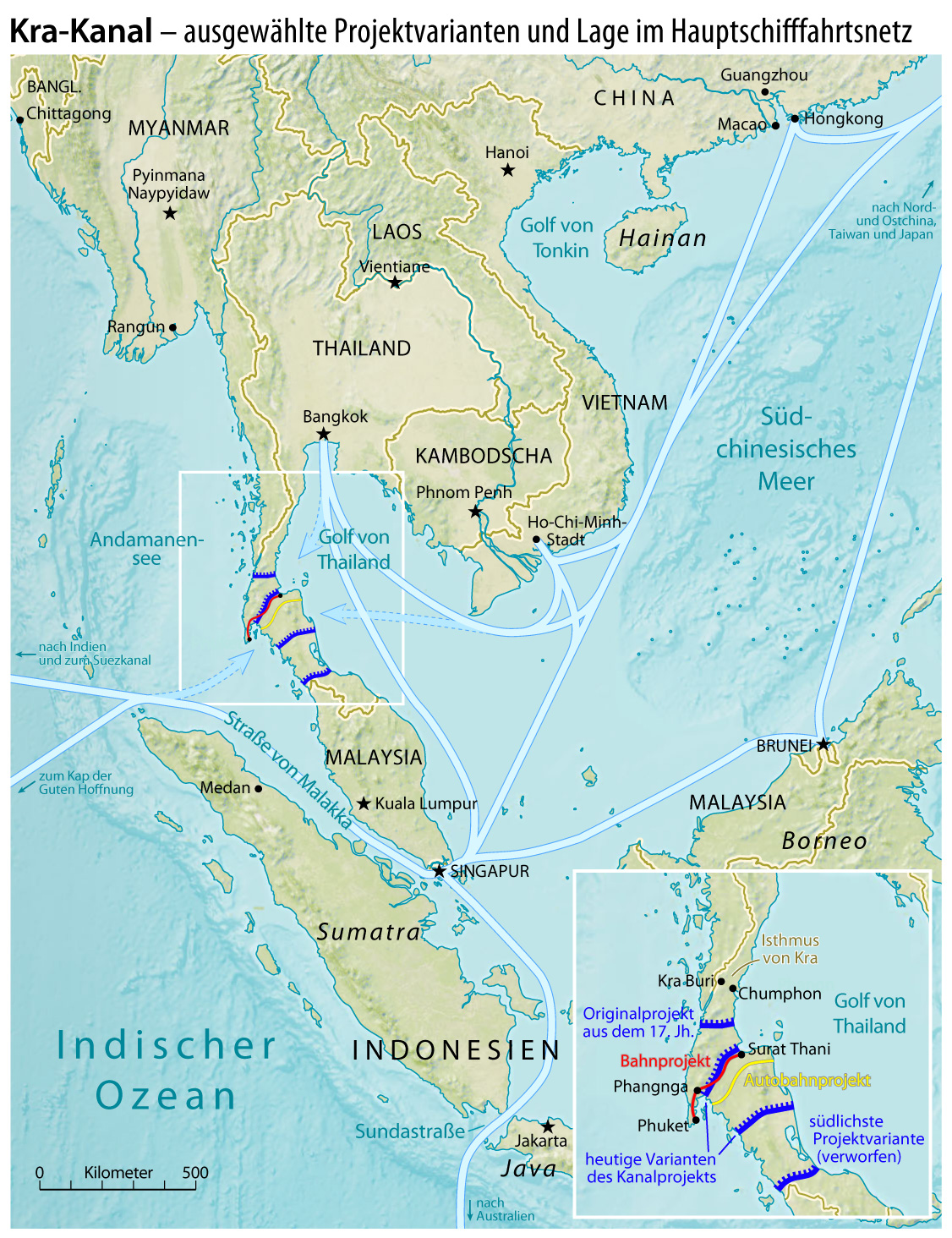

Thaikanalen är en föreslagen och planerad kanal för sjöfart som skulle gå mellan Indiska oceanen och Stilla havet genom södra Thailand. Inget beslut om byggstart finns ännu.
Redan år 1677 föreslogs en sådan kanal (dock givetvis mindre) av Thailands kung. Kanalen har föreslagits av och till sedan dess. Enligt den senaste planen, gjord av Kina, skulle kanalen kosta 20-25 miljarder US-dollar att bygga.
Kanalen skulle vara lik Panamakanalen i storlek. Thaikanalen skulle bli allra minst 44 km lång mot Panamakanalens 77 km, men Thaikanalen har högre berg att passera. För att vara riktigt meningsfull måste den tillåta mycket stora fartyg.